# Francisco Herrera il Vecchio
Francisco Herrera il Vecchio (Siviglia, 1576 circa – Madrid, 1656 circa) è stato un pittore spagnolo, considerato il fondatore della Scuola di Siviglia.

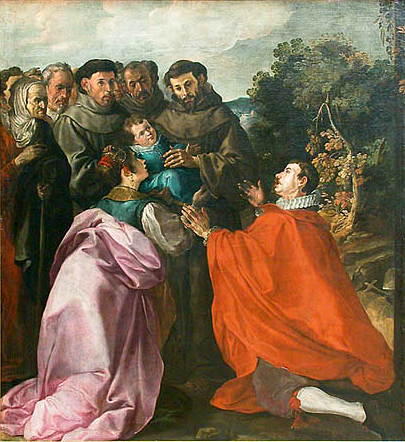
La guarigione del piccolo San Bonaventura da parte di San Francesco, Francisco Herrera il Vecchio (1628).

Tra i suoi migliori dipinti si ricordano Il Giudizio Universale e la Sacra Famiglia, che si trovano entrambi in chiese di Siviglia. Alcune delle sue opere sono esposte al Museo del Louvre di Parigi. I suoi lavori mostrano sicurezza nell'esecuzione e una tecnica impeccabile.
È conosciuto con l'appellativo de il vecchio per distinguerlo dal figlio, anch'egli celebre pittore. Tra i suoi allievi più famosi vi furono Jorge Manuel Theotocópuli (figlio di El Greco), Ignacio de Iriarte e un giovane Diego Velázquez.

## Opere
Intorno al 1610, disegna la copertina di un libro con la figura di Sant'Ignazio di Loyola; nel 1617 dipinse la Pentecoste, conservata presso il Museo El Greco a Toledo; allo stesso anno risale anche un San Lorenzo nella Cattedrale di Huelva.
Intorno al 1620 realizzò la sua Apoteosi di San Hermenegildo, che è conservata nel Museo di belle arti di Siviglia, dove si possono anche vedere nove dei diciotto oli che componevano la grande pala d'altare di San Basilio, realizzati tra il 1638 e il 1639. Uno dei dipinti della pala d'altare "San Basilio che dettano la sua dottrina" sono nel Museo del Louvre, il resto manca. Altre opere dell'artista conservate a Siviglia sono un'Immacolata risalente al 1614 nel Palazzo Arcivescovile di Siviglia, e un'altra sulla facciata della Cattedrale di Siviglia, oltre alla pala d'altare della Natività del Convento di San José del Carmen (Las Teresas).
Nel 1626 inizia la serie che, insieme a Francisco de Zurbarán, lavora per la Chiesa del Collegio di San Buonaventura, a Siviglia, dove dipinge San Buonaventura, riceve l'abito francescano, che è conservato nel Museo del Prado; Santa Catalina e la famiglia di San Buenaventura, presso la Bob Jones University di Grenville (Dakota del Sud), e San Buonaventura da bambino, presentate a San Francisco e alla Comunione di San Buenaventura, entrambe del 1628, nelle collezioni Villandry Carvalho o del Museo del Louvre
SI segnala anche un San Diego (collezione privata, Madrid, 1627), un'immagine che rappresenta la Santissima Trinità con i ritratti del re Filippo IV di Spagna e di sua moglie, un altro del conte duca di Olivares e sua moglie; nel 1628, un grande dipinto raffigurante il Giudizio Universale, conservato nella parrocchia di San Bernardo, a Siviglia; nel 1635, il bevitore,  conservato al Worcester Art Museum; nel 1626, Giobbe, nel Musée des beaux-arts de Rouen; un anno dopo La Famiglia di Gesù (Museo delle Belle Arti di Bilbao).
Nel 1639 dipinse varie opere con figure di Apostoli (Galleria degli Uffizi di Firenze, Museo del Prado e Real Academia de Bellas Artes de San Fernando a Madrid). Nel 1643, San Giuseppe con il bambino (Museo di belle arti di Budapest));  nel 1647 il Miracolo del pane e del pesce (Palazzo dell'Arcivescovado, Madrid); nel 1648 San Giuseppe con il bambino (Museo Lázaro Galdiano, Madrid); nel 1650 Ciurmatore che suona la zampogna (Kunsthistorisches Museum di Vienna).